# Maddale

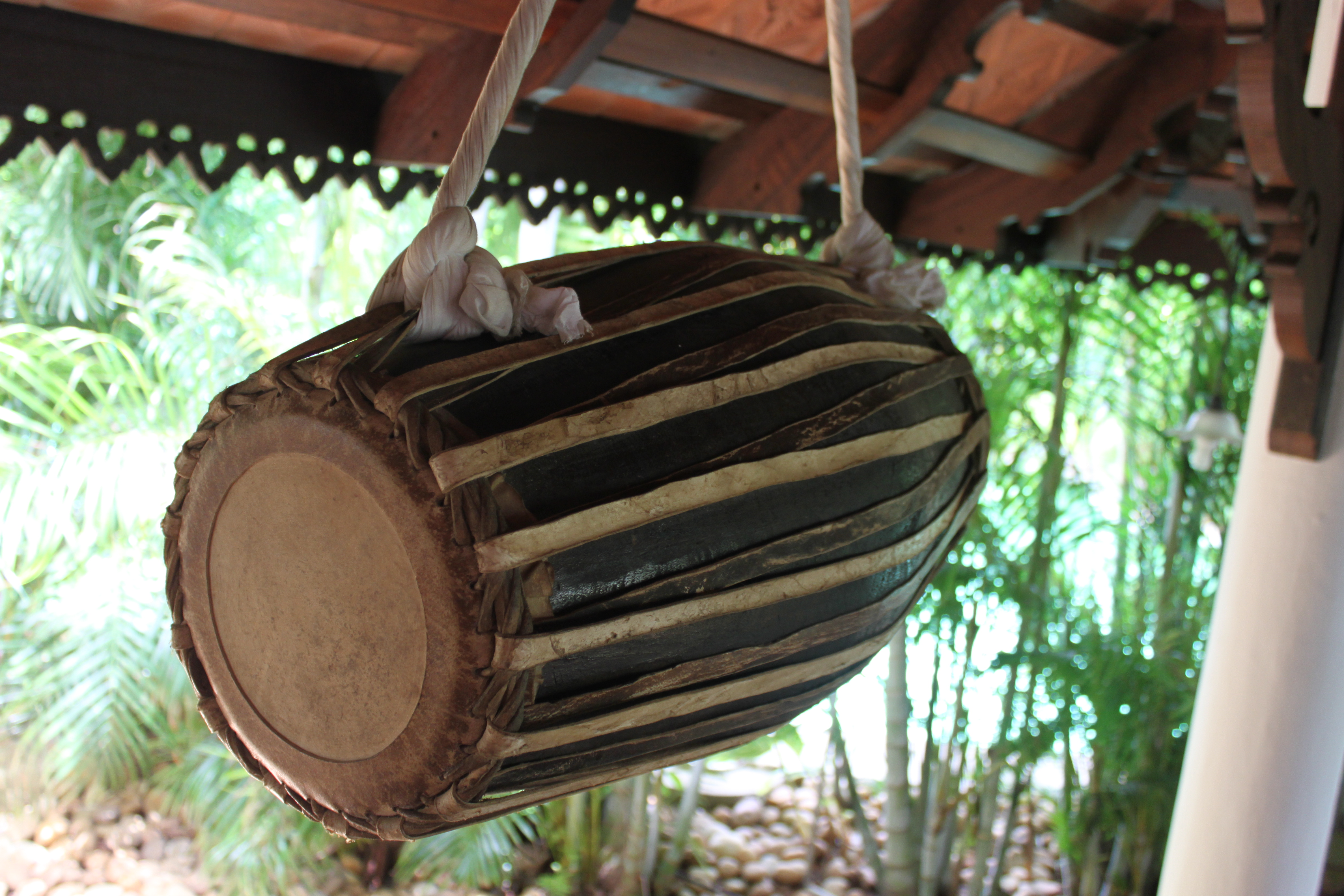
Madhalam aus Kerala

Maddale (kannada ಮದ್ದಲೆ maddaḷe), malayalam madhalam, tamil und telugu maddalam, ist eine zweifellige Doppelkonustrommel, die vor allem in der religiösen Volksmusik in den südindischen Bundesstaaten Karnataka, Kerala und Tamil Nadu mit den Händen gespielt wird. Die namensverwandten regionalen Varianten unterscheiden sich in der Bauart wenig und entsprechen dem Typ der in klassischen südindischen Musik gespielten mridangam. Die Trommeln werden bei einer Vielzahl von Tempelfesten und Prozessionen eingesetzt, die sich nach dem Jahreszyklus richten. Im Süden von Karnataka gehört die maddale zusammen mit der Zylindertrommel chande zur Begleitung des Yakshagana-Tanztheaters, in Kerala spielt die madhalam im zeremoniellen Trommelorchester Panchavadyam.

## Bauform

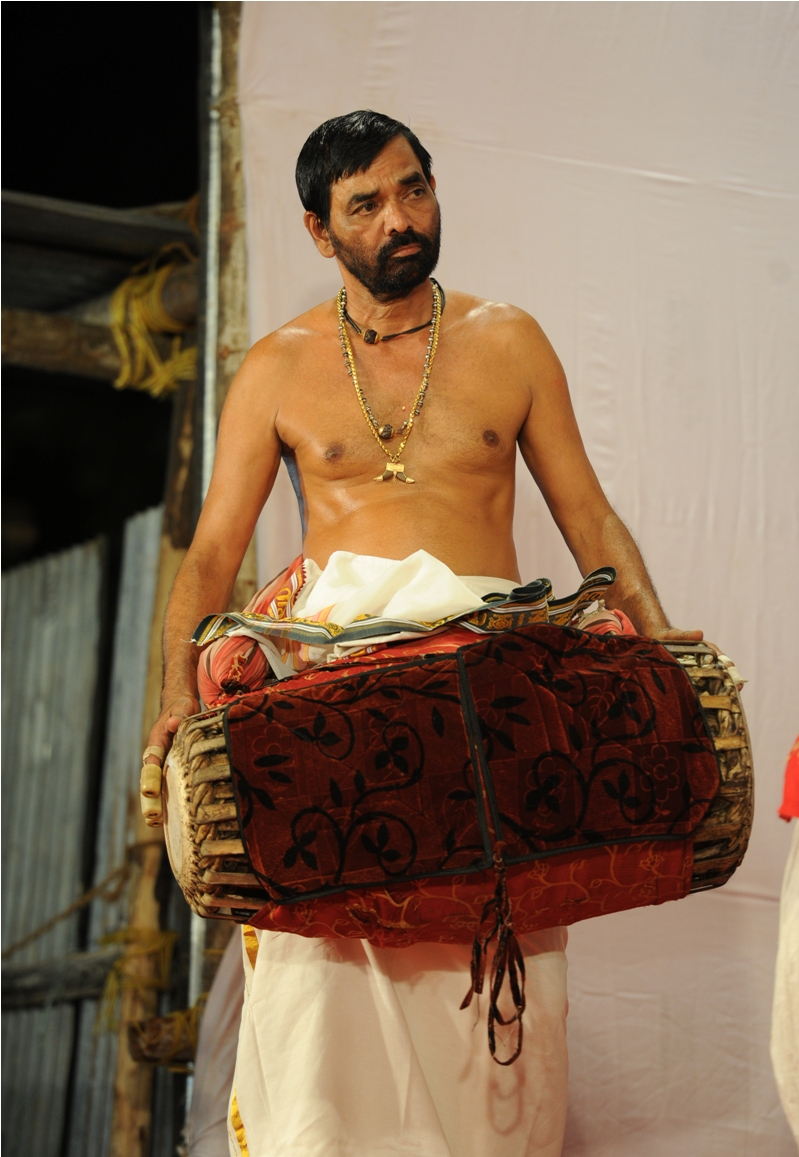
Der madhalam-Spieler K. Sankara Warrier (* 1952) aus Kerala

Der Korpus (kannada karusige) der maddale wird in zwei Teilen aus einem Stammabschnitt von Calophyllum inophyllum (honne), Pterocarpus massupium (Indische kino), indische Jackfrucht (Artocarpus integrifolia, kannada halasu), Gerber-Akazie (Acacia catechu, kannada khadira) oder einer Röhren-Kassie (Cassia fistula, kannada kakke) herausgestemmt. Beide konusförmigen Teile besitzen an ihrem größeren Ende, an dem sie zusammengefügt werden, einen flachen Wulst. Ein darüber gespannter Messingring schützt die Verbindungsstelle vor Verrutschen und dient gleichzeitig zur Verzierung. Der Mittendurchmesser beträgt bei zwei typischen, 1980 gemessenen Instrumenten etwa 20 Zentimeter; das vom Spieler aus gesehen linke Trommelfell ist etwas größer und hat einen Durchmesser von 17 Zentimetern, das rechte Trommelfell von 16 Zentimetern. Die Gesamtlänge beträgt 40 Zentimeter.
Es gibt kleinere Trommeln aus einem Stück Holz mit 30 Zentimetern Länge und Durchmessern von 15 Zentimetern, 13,5 Zentimetern und 13 Zentimeter. Ihr Korpus (kalase) wird von beiden Seiten mit dem Stemmeisen dünnwandig (bis etwa 1,5 Zentimeter) ausgehöhlt. Größere Trommeln, die noch zu Anfang des 20. Jahrhunderts hergestellt wurden, besaßen bei 66 Zentimetern Länge einen Mittendurchmesser von 30 Zentimetern, auf der linken Seite etwa 20 Zentimeter und rechts 18 Zentimeter Durchmesser.
Die Fixierung der beiden Membranen (mucchige) aus ungegerbter Kalbshaut benötigt mehrere Arbeitsgänge. Jede Haut sollte eineinhalb Mal so groß sein wie der Korpusdurchmesser und aus drei Lagen bestehen. Die drei Häute werden mit nach oben zunehmender Stärke übereinander gelegt, sie heißen von unten nach oben adivattu, jivakavalu und melottu. Aus den beiden äußeren Schichten schneidet man in der Mitte ein kreisförmiges Loch von vier bzw. fünf Zentimetern heraus, bohrt durch die äußeren Ränder zwölf gleichmäßig verteilte Löcher und steckt kleine Eisenhaken hindurch. Die so vorbereitete Membran wird nun über eine Öffnung der stehenden Trommel ausgebreitet und von den Haken bis zu einem provisorisch über die untere Korpushälfte geschobenen Eisenring mit einer Baumwollschnur verspannt. Holzstücke unter dem Ring sichern dessen Position am Korpus. Als Nächstes werden 32 Löcher in gleichmäßigem Abstand an der äußeren Kante durch die Membran gebohrt. Zwei Hautstreifen in der zweieinhalbfachen Länge des Kreisumfangs werden nun versetzt durch jedes zweite Loch gezogen und zusammen mit einem dicken verdrillten Ring (hindige) aus fester Haut außen an der Kante festgebunden. Die nass aufgezogenen Häute können nun trocknen, danach sind Haken und Eisenring überflüssig geworden. Für die gegenüberliegende Membran gilt etwa dasselbe Verfahren. Für die Verspannung der Membranen sorgt ein breiter Hautstreifen in ungefähr der 34fachen Länge des Instruments, der durch beide Hautringe um den Korpus durchgeschlauft wird.
Eine Stimmpaste (karna) auf dem kleineren rechten Trommelfell (bala mucchige) dient der Feinabstimmung des Klangs. Zu ihrer Herstellung wird feingemahlene Eisenschlacke mit gekochtem Reis im Verhältnis 1 : 3 vermischt. Zur Vorbereitung bestreicht man eine Kreisfläche in der Mitte des Trommelfells mit dem mit Wasser vermischten Pflanzensaft der wilden Paternostererbse ein. Nach dem Trocknen wird die Stimmpaste mit dem Daumen aufgerieben. Nicht haftendes Pulver wird weggeblasen und weiter solange Paste aufgetragen, bis eine leichte Erhebung entstanden ist. Diese Paste hält dauerhaft im Unterschied zu einer Paste aus gekochtem Reis und Asche (bona), die vor jedem Spiel frisch auf das Trommelfell der linken Seite (adi mucchige) aufgebracht wird. Ein dickerer Auftrag ergibt einen tieferen Ton. Auf etwa dieselbe Weise werden die Felle der meisten indischen Doppelkonustrommeln präpariert.

## Spielweise

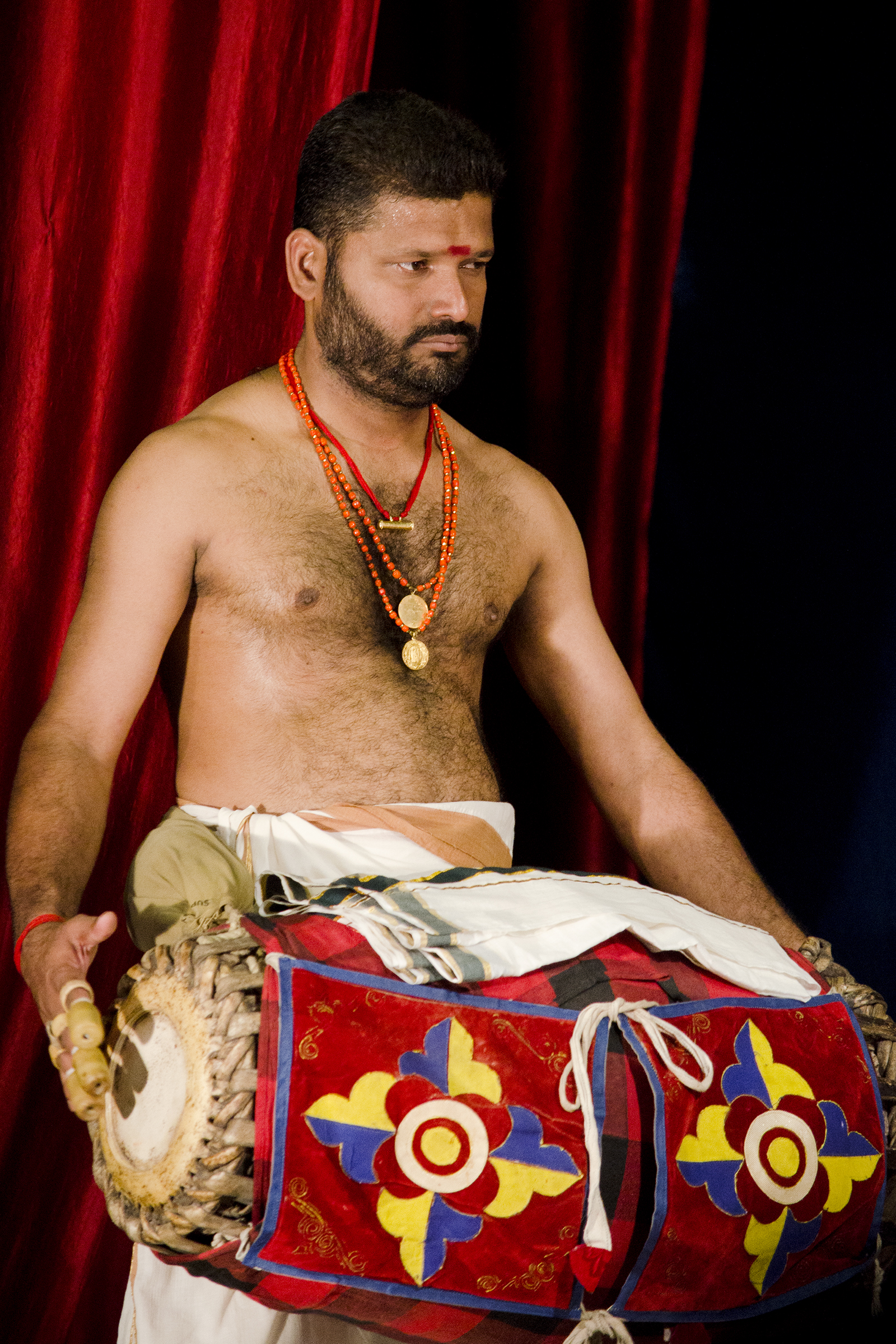
Madhalam

Zum Stimmen schiebt der Musiker Holzpflöcke in die richtige Position an der etwas größeren Seite der leicht asymmetrischen Trommel unter die Spannschnüre. Alternativ kann er mit einem Hammer den Hautring am Rand bearbeiten, um einen höheren Ton zu erzielen. Er sollte die maddale auf die Tonintervalle (shrutis) des vom Melodieinstrument oder dem Sänger intonierten Raga einstimmen. Bei zwei ähnlich großen, aber unterschiedlich gestimmten Trommeln wurde an der rechten Seite des tieferen Instruments (ili maddale) die Tonhöhe F3, beim anderen (ilu maddale – ilu heißt „höher“) eine Oktave höher, also F4, festgestellt.
Der maddale-Spieler (maddalegara) sitzt mit gekreuzten Beinen am Boden und hält sein Instrument quer vor sich, die rechte Seite ruht erhöht auf dem Oberschenkel, mit der linken Fußsohle stützt er die untere Kante des linken Trommelfells. Bei Prozessionen hängt die madhalam an einem Schulterriemen vor dem Bauch des Spielers. Die unterschiedlichen Trommelschläge werden mit einer besonderen Silbensprache memoriert, die bidtige heißt (in Nordindien bol). Der Spieler hat über die Fingerkuppen der rechten Hand Hülsen aus einer getrockneten Reismehl-Lehm-Paste gezogen, die für einen harten Schlag sorgen.
Einige Spielweisen für die rechte Hand: Gumpu bedeutet, mit drei oder vier Fingern ohne Daumen zu schlagen. Are gumpu ergibt leichtere Schläge (are, „halb“), nur der Zeigefinger schlägt in die Mitte. Bei chapu schlägt der Zeigefinger, während der kleine Finger leicht am Rand des karna aufliegt. Wenn der Zeigefinger an der Rand schlägt und zugleich der kleine Finger in die Mitte, entsteht kapal („Schlag“) und nur mit dem Zeigefinger an den Rand heißt teka. Vier Finger knapp außerhalb des karna ergibt ttam. Die Finger beider Hände in einer rollenden Bewegung produzieren urulike („rollend“) mit dem Ergebnis ta ri ki ṭa ki ṭa ta ka, jeder Ton eine Sprachsilbe.
Für die linke Hand gibt es andere Bezeichnungen: dim, an den Rand schlagen und die Finger wegziehen; sanna dim (sanna, „klein“), Mittel- und Ringfinger schlagen, während der Handballen dämpft; und schließlich ta, mit vier Fingern (ohne den kleinen Finger) in die Mitte schlagen und wegziehen. Ein dim zusammen mit einem ttam ist typisch für das Ende eines rhythmischen Musters (tala).
Die bei der Begleitung des Yakshagana-Theaters verwendeten talas lauten: Eka tala mit vier Schlägen, rupaka tala mit sechs Schlägen, jhampe tala mit fünf Schlägen, trivude tala, ashta tala und titti thai, unterschiedliche Rhythmusmuster mit jeweils sieben Schlägen sowie adi tala mit acht Schlägen.

## Verbreitung
Die maddale gehört zu einer Gruppe von Doppelkonustrommeln, einer Form der Röhrentrommeln, die fast nur im indischen Kulturraum vorkommen und in der klassischen und volkstümlichen Musik gespielt werden. Sie stellen einen von etwa zehn indischen Trommeltypen dar, von denen es unzählige regionale Varianten gibt. Neben der südindischen mridangam gehören zu dieser Bauform ihr nordindisches Gegenstück pakhawaj, die ähnlich große nepalesische pashchima und die schlanke, nahezu symmetrische pung aus Manipur. Dholak bezeichnet meist eine nordindische, leicht gewölbte Fasstrommel, gelegentlich auch eine Doppelkonustrommel.
Woher der Name maddale stammt, ist nicht ganz klar, in Südindien wird auch die mridangam gelegentlich maddalam oder maddale genannt. Ähnliche Schreibweisen wie madal, mardal und mardala stehen in anderen Landesteilen ebenfalls für zweifellige Fass- oder Doppelkonustrommeln: in den zentralindischen Adivasi-Gebieten besonders bei den Santal, Oraon, Baiga, Ghasia und benachbarten Gruppen. Eine madal gehört zu den Volkstanzliedern dalkhai und rasarkali in der Gegend von Sambalpur und kann beim Maskentanz Purulia chhau gebraucht werden. Marda führt etymologisch auf die Sanskrit-Wurzel ṃṛid („Erde“, „Boden“, „Lehm“) zurück, folglich hängt mardala mit der früher aus Ton bestehenden mridangam zusammen (aus ṃṛid und anga, „Körper“). Die Beziehung zwischen marda und maddale oder maddalam kann nicht nachgewiesen, nur vermutet werden. Sanskrit mādalā entspricht Pali maddalo, Marathi mādlā, Telugu, maddeḷa, Tamil maṭaḷam und Hindi mandal.
Typisch für die nepalesische Musik ist die kleine flachgewölbte Fasstrommel madal (auch madel, mader, magdal). Das Instrument wurde früher nur von der Magar-Volksgruppe gespielt. Vorwiegend unter der Stammesbevölkerung (Adivasis) von Nord- und Ostindien ist die fassförmige oder leicht konische Trommel magar (madal) mit einem Korpus aus Ton verbreitet. Wie üblich dient sie an einem Tragegürtel vor dem Körper gehängt als Rhythmusgeber bei Volkstänzen. In Westbengalen spielen sie verschiedene Adivasigruppen unter anderem zusammen mit der Kesseltrommel dhamsa.
Nach der altindischen Gandharva-Musiktheorie, wie sie in dem um die Zeitenwende entstandenen Werk Natyashastra beschrieben wurde, gab es zur Begleitung religiöser Schauspiele Musikinstrumente wie die zweifellige Fasstrommel mridangam (pushkara bezeichnete wohl Trommeln allgemein und dundubhi Kriegstrommeln), die Bogenharfe vina und eine Flöte, letztere von Gott Krishna persönlich geblasen. Ein mittelalterlicher Sanskrit-Autor beschreibt eine Trommel mardala mit einem 40 Zentimeter langen Holzkorpus in Fassform und Membrandurchmessern von 25 und 20 Zentimetern. Beide Trommelfelle waren mit einer Paste aus Asche und gekochtem Reis eingerieben. Daneben finden sich in der auf Tamil verfassten Literatur der Sangam-Periode (grob zwischen dem 5. Jahrhundert v. Chr. und dem 5. Jahrhundert n. Chr.) mehrere muraja oder murava genannte Trommeltypen, die offensichtlich die Form der maddale (mridangam) besaßen.
Vom klassischen Sanskrittheater bis zu volkstümlichen Aufführungen stehen viele dramatische Stücke und Tänze in der altindischen Tradition, bei der eine rhythmusbetonte Begleitmusik von zweifelligen Röhrentrommeln hervorgebracht wird. Ein Beispiel ist das Krishna gewidmete Nataka-Volkstheater von Orissa, bei dem ein Vorsänger (gahaka oder gayaka) mit drei Musikern auftritt, die eine Fasstrommel mardal (oder mardala), eine Messingzimbel (gini) und Harmonium spielen.
An der Küste Karnatakas führen während der Trockenzeit im Winterhalbjahr professionelle Tanzgruppen das Yakshagana-Tanztheater auf. Dessen Begleitorchester besteht aus einer maddale und einer senkrecht stehenden, einseitig geschlagenen Zylindertrommel chande. Der Sänger (bhagavata) fungiert zugleich als Regisseur und gibt im nördlichen Stil (badagatittu) mit seinen Zimbeln (tala) den Takt, im südlichen Stil (tenkutittu) schlägt er einen Messinggong.

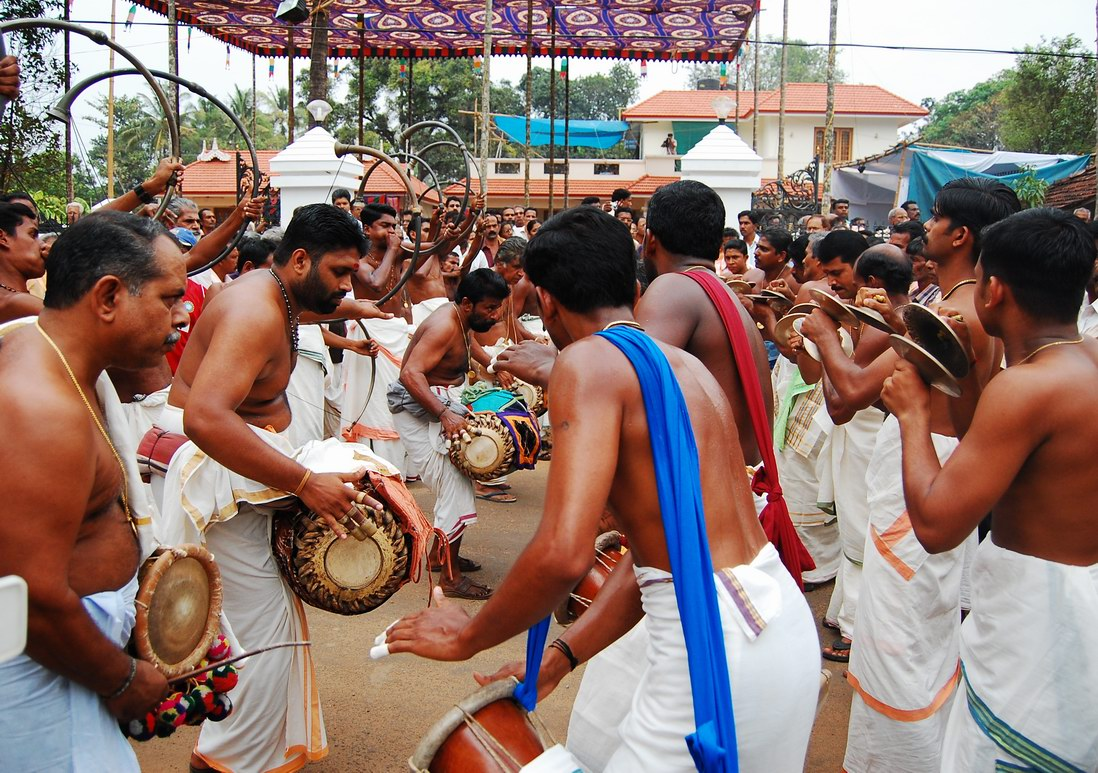
Panchavadyam-Trommelorchester in Kerala. Links außen: Sanduhrtrommel idakka, Mitte: zwei madhalam, links oben: Trompeten kombu, rechts: Paarbecken elatham, Mitte vorn: Sanduhrtrommel timila

In Kerala spielt die madhalam im zeremoniellen Trommelorchester Panchavadyam („Fünf Musikinstrumente“) zusammen mit den Sanduhrtrommeln idakka und timila, den kleinen Bronzepaarbecken elathalam und dem einzigen Blasinstrument, der gebogenen Naturtrompete kombu. Große Panchavadyam-Orchester verfügen meist über ein bis zwei idakka-Spieler, ein paar mehr madhalam-Spieler und doppelt soviele von den übrigen Instrumenten als madhalams vorhanden sind. Bei Tempelfesten dauert eine am Vormittag beginnende Panchavadyam-Aufführung acht Stunden, weitere Stunden folgen abends und nachts.
Madhalam, idakka und die Zylindertrommel chenda (ähnlich der chande in Karnataka) spielen in Kerala auch im Tanztheater Kathakali zusammen. Einer der führenden madhalam-Spieler beim Kathakali war der 2008 verstorbene K.K. Gopalakrishnan. Keli ist ein Musikstil, mit dem eine Kathakali-Aufführung oder eine religiöse Festveranstaltung eingeleitet wird. Bei diesem maddalam keli spielen mehrere maddalams mit Perkussionsinstrumenten zusammen. Kuzhal pattu gehört zu einem Tempelfest, bei diesem Stil wird der Trommler vom Doppelrohrblattinstrument kuzhal (ähnlich einer shehnai) begleitet.
Die Tamilen brachten die maddalam nach Sri Lanka, wo sie in die Tradition der Singhalesen einging und praktisch baugleich unter dem Namen demala bera als rhythmische Begleitung von Liedern und Tänzen zusammen mit dem kleinen Doppelrohrblattinstrument horanewa im Volkstheater Nadagam eingesetzt wird.

## Diskografie
- Ritual Percussion of Kerala. Vol. 1: kshetram vadyam, vol. 2: tayambaka. Aufnahmen von Rolf Killius. 2 CDs von VDE Gallo 971-2, 1998